# Emma Severini
Emma Severini (Prato, 18 luglio 2003) è una calciatrice italiana, centrocampista della Fiorentina e della nazionale femminile italiana.

## Biografia
La sorella Giulia è un'atleta leggera, specializzata nel mezzofondo.
Ha frequentato un istituto tecnico economico, nell'indirizzo dedicato alla ragioneria.

## Caratteristiche tecniche
Nata come difensore, nel tempo è avanzata a centrocampo, soprattutto per via della sua intensità di gioco e delle sue doti tecniche, sia nel possesso palla, sia nell'impostazione.
Ambidestra, è dotata anche di ottima resistenza e buona velocità, e ha dimostrato di essere abile anche negli inserimenti in area di rigore e nelle conclusioni a rete, specie con il piede destro.
Considerata una dei talenti italiani più promettenti della sua generazione, ha dichiarato di ispirarsi ad Andrés Iniesta.

## Carriera

### Club

#### Gli inizi e l'approdo alla Roma
Nata a Prato, ma cresciuta a Pistoia, a cinque anni Severini inizia a giocare nella scuola calcio di Ramini, per poi passare alla Pistoiese nel 2014; da qui, approda prima al Firenze, nel 2016, e poi alla Fiorentina, nel 2017. Dopo aver disputato le sue prime partite nel Campionato Primavera con la formazione viola, nel luglio del 2019 la centrocampista viene ingaggiata dalla Roma.
Aggregata fin da subito alla prima squadra, sotto la guida di Elisabetta Bavagnoli, Severini debutta in prima squadra (e in Serie A) il 14 dicembre 2019, a 16 anni, subentrando ad Andressa Alves al 72º minuto della sfida di campionato contro l'Orobica, vinta per 6-0. Nel febbraio del 2020, prende parte con la formazione Primavera al Torneo di Viareggio, in cui le giallorosse approdano in finale, pur venendo sconfitte dalla Juventus nell'ultimo atto della competizione. Nel settembre dello stesso anno, invece, contribuisce alla vittoria del Campionato Primavera, in seguito alla vittoria in finale proprio contro la Juventus.
Nella stagione successiva, Severini rimane nell'orbita della prima squadra: il 21 novembre 2020, va a segno nella vittoria per 5-0 sul Tavagnacco in Coppa Italia, e diventa così la marcatrice più giovane nella storia del club giallorosso, superando il precedente record di Giada Greggi. Si ripete il 14 febbraio 2021, contribuendo al successo per 6-1 sulla Florentia S.G. nella gara di ritorno dei quarti di finale del torneo. Nel maggio dello stesso anno, fa parte della squadra Primavera della Roma che partecipa alle Final Four del campionato e si aggiudica il proprio secondo titolo nazionale consecutivo. In virtù dei suoi contributi lungo la stagione, rientra anche fra le premiate della prima squadra vittoriosa in Coppa Italia.

#### Il prestito al Napoli
Il 15 luglio 2021 Severini viene ceduta in prestito annuale al Napoli, sempre in Serie A. Dopo aver saltato i primi mesi della stagione in seguito a uno stiramento, la centrocampista rientra in campo a dicembre: quindi, l'11 dicembre dello stesso anno, gioca la sua prima partita da titolare nell'incontro di campionato in casa del Pomigliano, perso per 2-1. Colleziona in tutto 14 presenze nella massima serie, anche se la formazione partenopea è retrocessa in Serie B al termine dell'annata.

#### L'approdo alla Fiorentina
Rientrata alla Roma, il 26 luglio 2022 Severini rinnova il proprio contratto con la società giallorossa, venendo contestualmente ceduta in prestito annuale alla Fiorentina, sempre in Serie A. Il 26 novembre 2022, subentra a Milica Mijatović nel secondo tempo della sfida di campionato contro il Milan: quindi, ad appena 32 secondi dall'inizio della ripresa, segna il suo primo gol in Serie A, diventando la più giovane marcatrice della Viola in massima serie. Tuttavia, non riesce ad evitare la sconfitta per 1-6 della sua squadra.
Al termine della stagione, il 19 giugno 2023 la centrocampista viene riscattata dal club viola, con cui firma un contratto triennale. Lungo la stagione 2023-2024 colleziona due reti e cinque assist in campionato, contribuendo alla qualificazione ai preliminari di UEFA Women's Champions League.

### Nazionale

#### Nazionali giovanili
Severini ha rappresentato tutte le nazionali giovanili italiane, vestendo anche la fascia di capitano per le rappresentative under 17 e under 19.
Dopo aver giocato con la nazionale under 16 lungo i primi mesi del 2018, nell'aprile dello stesso anno è stata inclusa dal selezionatore Massimo Migliorini nella rosa italiana partecipante agli Europei under 17 in Lituania. Confermata nel gruppo dell'under 17 per l'annata successiva, ha quindi preso parte alle fasi di qualificazione all'Europeo di categoria del 2019, anche se le Azzurrine sono state eliminate nella Fase Élite. Ha partecipato anche al terzo ciclo di qualificazioni nel 2019, prima che l'Europeo dell'anno seguente venisse cancellato a causa dello scoppio della pandemia di COVID-19.
Convocata con la nazionale under 19 a partire dal 2021, nel giugno del 2022 è stata inclusa nella rosa azzurra partecipante agli Europei di categoria in Repubblica Ceca, in cui l'Italia è stata eliminata al primo turno.
A partire dal 2022 Severini ha rappresentato la nazionale under 23, selezione che non svolge incontri ufficiali.

#### Nazionale maggiore
Nel maggio del 2022 Severini viene convocata per la prima volta in nazionale maggiore dalla CT Milena Bertolini, partecipando ad un raduno in vista degli Europei in Inghilterra: tuttavia, non rientra nella lista finale delle convocate.
Nel febbraio del 2023 viene inclusa fra le convocate per le partite dell'Arnold Clark Cup 2023 contro Belgio, Inghilterra e Corea del Sud, pur senza esordire in tali occasioni. Ha fatto il suo esordio in nazionale il 1º luglio 2023, venendo schierata titolare nell'amichevole contro il Marocco, terminata sullo 0-0, e venendo poi sostituita all'inizio del secondo tempo.
Il 25 ottobre 2024, disputa la sua prima partita per intero in nazionale, servendo anche quattro assist, nell'amichevole vinta per 5-0 contro Malta. Il 6 aprile seguente, segna la sua prima rete in maglia azzurra, aprendo le marcature nell'incontro di UEFA Women's Nations League con la Svezia, poi perso per 3-2.

## Statistiche

### Presenze e reti nei club
Statistiche aggiornate al 10 maggio 2025.
| Stagione          | Squadra           | Campionato        | Campionato | Campionato | Coppe nazionali | Coppe nazionali | Coppe nazionali | Coppe internazionali | Coppe internazionali | Coppe internazionali | Altre coppe | Altre coppe | Altre coppe | Totale | Totale |
| Stagione          | Squadra           | Comp              | Pres       | Reti       | Comp            | Pres            | Reti            | Comp                 | Pres                 | Reti                 | Comp        | Pres        | Reti        | Pres   | Reti   |
| ----------------- | ----------------- | ----------------- | ---------- | ---------- | --------------- | --------------- | --------------- | -------------------- | -------------------- | -------------------- | ----------- | ----------- | ----------- | ------ | ------ |
| 2018-2019         | Fiorentina        | A                 | 0          | 0          | CI              | 0               | 0               | -                    | -                    | -                    | -           | -           | -           | 0      | 0      |
| 2019-2020         | Roma              | A                 | 1          | 0          | CI              | 0               | 0               | -                    | -                    | -                    | -           | -           | -           | 1      | 0      |
| 2020-2021         | Roma              | A                 | 5          | 0          | CI              | 2               | 2               | -                    | -                    | -                    | -           | -           | -           | 7      | 2      |
| Totale Roma       | Totale Roma       | Totale Roma       | 6          | 0          | -               | 2               | 2               | -                    | -                    | -                    | -           | -           | -           | 8      | 2      |
| 2021-2022         | Napoli            | A                 | 14         | 0          | CI              | 0               | 0               | -                    | -                    | -                    | -           | -           | -           | 14     | 0      |
| 2022-2023         | Fiorentina        | A                 | 17         | 1          | CI              | 3               | 1               | -                    | -                    | -                    | -           | -           | -           | 20     | 2      |
| 2023-2024         | Fiorentina        | A                 | 25         | 2          | CI              | 5               | 0               | -                    | -                    | -                    | -           | -           | -           | 30     | 2      |
| 2024-2025         | Fiorentina        | A                 | 24         | 5          | CI              | 4               | 2               | UWCL                 | 3                    | 0                    | SI          | 1           | 0           | 32     | 7      |
| 2025-2026         | Fiorentina        | A                 | -          | -          | CI              | -               | -               | -                    | -                    | -                    | AWC         | -           | -           | -      | -      |
| Totale Fiorentina | Totale Fiorentina | Totale Fiorentina | 66         | 8          | -               | 12              | 3               | -                    | 3                    | 0                    | -           | 1           | 0           | 82     | 11     |
| Totale carriera   | Totale carriera   | Totale carriera   | 87         | 8          | -               | 14              | 5               | -                    | 3                    | 0                    | -           | 1           | 0           | 103    | 13     |

### Cronologia presenze e reti in nazionale
| Cronologia completa delle presenze e delle reti in nazionale ― Italia | Cronologia completa delle presenze e delle reti in nazionale ― Italia | Cronologia completa delle presenze e delle reti in nazionale ― Italia | Cronologia completa delle presenze e delle reti in nazionale ― Italia | Cronologia completa delle presenze e delle reti in nazionale ― Italia | Cronologia completa delle presenze e delle reti in nazionale ― Italia | Cronologia completa delle presenze e delle reti in nazionale ― Italia | Cronologia completa delle presenze e delle reti in nazionale ― Italia |
| Data                                                                  | Città                                                                 | In casa                                                               | Risultato                                                             | Ospiti                                                                | Competizione                                                          | Reti                                                                  | Note                                                                  |
| --------------------------------------------------------------------- | --------------------------------------------------------------------- | --------------------------------------------------------------------- | --------------------------------------------------------------------- | --------------------------------------------------------------------- | --------------------------------------------------------------------- | --------------------------------------------------------------------- | --------------------------------------------------------------------- |
| 1-7-2023                                                              | Ferrara                                                               | Italia                                                                | 0 – 0                                                                 | Marocco                                                               | Amichevole                                                            | -                                                                     | 46’                                                                   |
| 23-2-2024                                                             | Bagno a Ripoli                                                        | Italia                                                                | 0 – 0                                                                 | Irlanda                                                               | Amichevole                                                            | -                                                                     | 75’                                                                   |
| 27-2-2024                                                             | Algeciras                                                             | Inghilterra                                                           | 5 – 1                                                                 | Italia                                                                | Amichevole                                                            | -                                                                     | 70’                                                                   |
| 12-7-2024                                                             | Sittard                                                               | Paesi Bassi                                                           | 0 – 0                                                                 | Italia                                                                | Qual. Euro 2025                                                       | -                                                                     | 84’                                                                   |
| 16-7-2024                                                             | Bolzano                                                               | Italia                                                                | 4 – 0                                                                 | Finlandia                                                             | Qual. Euro 2025                                                       | -                                                                     | 78’                                                                   |
| 25-10-2024                                                            | Roma                                                                  | Italia                                                                | 5 – 0                                                                 | Malta                                                                 | Amichevole                                                            | -                                                                     |                                                                       |
| 4-4-2025                                                              | Solna                                                                 | Svezia                                                                | 3 – 2                                                                 | Italia                                                                | UEFA Women's Nations League 2025 - Fase a gironi                      | 1                                                                     |                                                                       |
| 8-4-2025                                                              | Herning                                                               | Danimarca                                                             | 0 – 3                                                                 | Italia                                                                | UEFA Women's Nations League 2025 - Fase a gironi                      | -                                                                     |                                                                       |
| 30-5-2025                                                             | Parma                                                                 | Italia                                                                | 0 – 0                                                                 | Svezia                                                                | UEFA Women's Nations League 2025 - Fase a gironi                      | -                                                                     |                                                                       |
| 3-6-2025                                                              | Swansea                                                               | Galles                                                                | 1 – 4                                                                 | Italia                                                                | UEFA Women's Nations League 2025 - Fase a gironi                      | -                                                                     |                                                                       |
| 3-7-2025                                                              | Sion                                                                  | Belgio                                                                | 0 – 1                                                                 | Italia                                                                | Euro 2025 - Fase a gironi                                             | -                                                                     |                                                                       |
| 7-7-2025                                                              | Ginevra                                                               | Portogallo                                                            | 1 – 1                                                                 | Italia                                                                | Euro 2025 - Fase a gironi                                             | -                                                                     |                                                                       |
| 11-7-2025                                                             | Berna                                                                 | Italia                                                                | 1 – 3                                                                 | Spagna                                                                | Euro 2025 - Fase a gironi                                             | -                                                                     | 76’                                                                   |
| 16-7-2025                                                             | Ginevra                                                               | Norvegia                                                              | 1 – 2                                                                 | Italia                                                                | Euro 2025 - Quarti di finale                                          | -                                                                     | 77’                                                                   |
| 22-7-2025                                                             | Ginevra                                                               | Inghilterra                                                           | 2 – 1 dts                                                             | Italia                                                                | Euro 2025 - Semifinali                                                | -                                                                     | 73’                                                                   |
| Totale                                                                |                                                                       | Presenze                                                              | 15                                                                    |                                                                       | Reti                                                                  | 1                                                                     |                                                                       |